# Luz del Desierto
La Luz del Desierto es una gema de cerusita de la colección del Museo Real de Ontario. Es el exponente de cerusita facetada más grande del mundo. La palabra "cerusita" proviene del latín y significa "plomo blanco"; el mineral es carbonato de plomo con la fórmula química de PbCO3.

## Historia

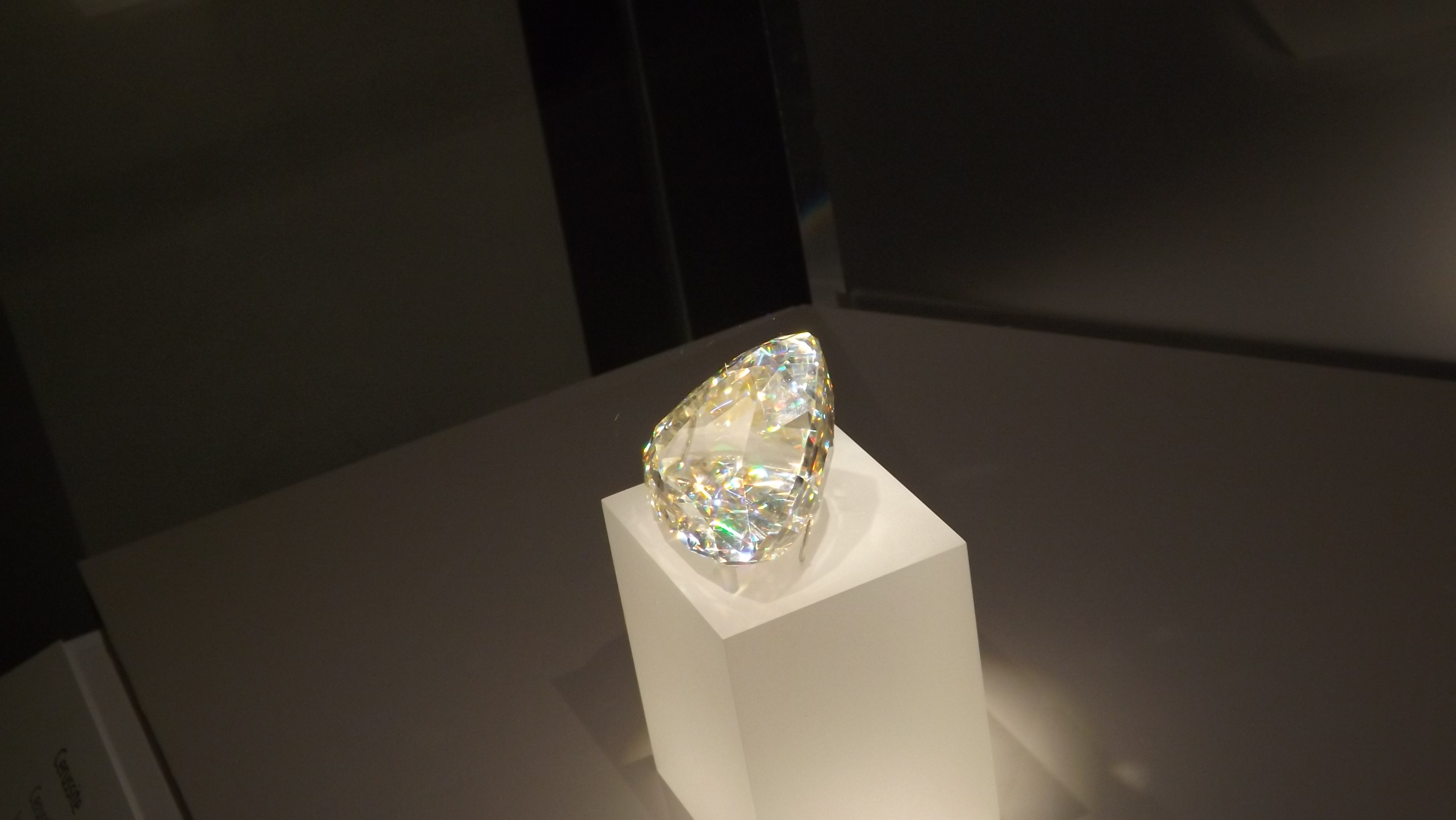
Vista en ángulo de la Luz del Desierto.

Esta cerusita en bruto fue descubierta en las cercanías de la ciudad de Tsumeb, en el norte de Namibia y adquirida por un cortador de gemas de Arizona, el cual, luego, talló el material para convertirlo en la piedra en exhibición. El corte y transportación de este tipo de piedras preciosas es un tema delicado dado que la cerusita es extremadamente frágil y sensible a los cambios de temperatura y vibraciones. Después de su corte en Arizona la gema fue puesta en una caja, empaquetada en una tela grande de lana y un chaleco de invierno y luego transportada manualmente a Toronto para su exhibición.

## Propiedades
La cerusita es tan frágil que nunca se la consideró para joyería. Es conocida por su dispersión (o fuego). Dispersión es la cantidad de luz en la que una gema pasará por el espectro de color. Muchos coleccionistas de gemas aman la cerusita por su habilidad para dispersar claramente el prisma lumínico en diferentes colores del espectro de luz. 